# Fruko y sus Tesos
Fruko y sus Tesos est un groupe de salsa colombien, originaire de Medellín. Le groupe possède le nom de son fondateur, Fruko, de son vrai nom Julio Ernesto Estrada Rincón, compositeur, producteur, interprète et chef d'orchestre colombien, né à Medellín le 7 juillet 1951. Le groupe compte 42 albums en 2015. Le groupe atteint le succès après l'arrivée du chanteur Joe Arroyo en 1973.

## Biographie
Julio Ernesto Estrada Rincón signe, en 1963, un contrat avec le label Discos Fuentes, fondé en 1934 par Antonio Fuentes. En 1965, il rejoint le groupe Los Corraleros de Majagual avec qui il joue durant sept ans. D'abord surnommé Joselito, il est ensuite surnommé Fruko parce qu'il ressemblait à un personnage d'une publicité dont le slogan était La Salsa de tomate Fruco... el secreto del sabor (« La sauce tomate Fruco, le secret de la saveur »). Lors de tournées, il rencontre Calixto Ochoa, Eliseo Herrera, Abraham Núñez, Lisandro Meza ou encore Julio Erazo. À New York, il rencontre le meilleur de la scène salsa et, de retour en Colombie, il enregistre l'album Tesura (« rigidité » ou « obstination ») en 1970, qui donnera son nom à son groupe, Fruko y sus Tesos,.
Le groupe eut peu de succès à ses débuts mais au fil des ans, il est arrivé à produire des tubes tels que El Ausente, El caminante, et Manyoma. L'un de leurs morceaux les plus populaires est El Preso, enregistré en 1975 et est chanté par Wilson « Saoko » Manyoma. Dans une interview, Estrada explique qu'il est devenu « l'hymne mondial de la salsa ». Au milieu des années 1970, la musique de Fruko y sus Tesos, avec Edulfamid « Peeper Pimienta » Diaz, Joe Arroyo (qui a rejoint le groupe en 1973) et Wilson « Saoko » Manyoma (ancien membre des Latin Brothers) est devenue populaire dans toute l'Amérique latine et aux États-Unis, où ils joueront au Madison Square Garden. En 1993, l'orchestre s'agrandit pour rendre hommage à Dámaso Pérez Prado, puis à la musique cubaine.
La revue Record World les désigne[Quand ?] meilleur groupe d'Amérique de musique tropicale[réf. nécessaire].
En 2013, Estrada lance sa candidature en tant que sénateur colombien sous la présidence de Juan Manuel Santos.

## Discographie
- 1970 : Tesura
- 2003 : Viva la rumba con salsa
- 2003 : Descarga espectacular
- 2004 : Soy como soy
- 2004 : Salsa explosiva!!!
- 2004 : La Máquina del Sabor
- 2006 : Salsa Machine
- 2005 : El Padrino de la Salsa
- 2006 : Fruko Power
- 2013 : Fruko sinfónico

## Liens
- Site officiel
- Ressources relatives à la musique :   - AllMusic
  - Discogs
  - Last.fm
  - MusicBrainz
  - Muziekweb
  - Songkick
- Notices d'autorité :   - VIAF
  - ISNI
  - BnF (données)
  - LCCN
  - WorldCat